# Cas Rubiales
El Cas Rubiales es refereix a la polèmica relacionada amb l’expresident de la Reial Federació Espanyola de Futbol (RFEF) Luis Rubiales després de protagonitzar una sèrie d’actes durant el partit de la final de la Copa Mundial Femenina de Futbol d’Austràlia i Nova Zelanda de 2023 entre Espanya i Anglaterra, que es va celebrar al ANZ Stadium d’Austràlia el diumenge 20 d’agost d’aquell mateix any.
Aquell dia, Rubiales va celebrar l’únic gol del partit marcat per Olga Carmona al minut 29 emportant-se les mans als genitals a la llotja d’honor, en presència de la Reina Letizia i la Infanta Sofia. Al finalitzar el partit, i amb Espanya proclamant-se com a guanyadora de la competició, Rubiales va carregar en una de les seves espatlles a la jugadora Athenea del Castillo. Després, durant la cerimònia d’entrega de medalles, Rubiales va fer-li un petó a la boca a la jugadora Jenni Hermoso, un gest que va causar polèmica i que més tard Jenni va dir al vestuari quan l’hi van preguntar sobre el gest que no l’hi va agradar durant un directe a Instagram.
Les imatges del petó es van fer virals a les xarxes socials, provocant un gran rebuig cap al comportament del llavors president de la RFEF. El dijous 24 d’agost, diversos mitjans van apuntar que Rubiales havia anunciat la seva dimissió. Tot i això, al dia següent va donar un discurs en el que va dir fins a cinc vegades que no anava a dimitir i va assegurar ser víctima d’un “assassinat social”. El 26 d’agost, la FIFA va suspendre Rubiales durant un període de 90 dies després d’obrir un expedient contra ell el dijous anterior.
Rubiales va acabar dimitint el 10 de setembre. Cinc dies després, l'Audiència Nacional va emetre un ordre d’allunyament a Rubiales de Jenni Hermoso de 200 metres. Finalment, Rubiales va ser inhabilitat per tres anys el 30 d’octubre.

## Cronologia

### Agost
El diumenge 20 d’agost de 2023 es va celebrar la final de la Copa Mundial Femenina de Futbol entre les seleccions d’Espanya i Anglaterra al ANZ Stadium d’Austràlia. Al minut 29 del partit, la jugadora Olga Carmona va marcar l’únic gol del partit. El president de la Reial Federació Espanyola de Futbol (RFEF) Luis Rubiales, var celebrar el gol emportant-se la seva mà dreta al genital a la llotja d’honor que compartia amb la Reina Letizia, la Infanta Sofia (menor d’edat amb 16 anys) i el president de la FIFA Gianni Infantino. Després que Espanya es proclamés guanyadora del partit, durant la cerimònia d’entrega de medalles, Rubiales va abraçar a algunes futbolistes, arribant a fer-li un petó a la boca a la centrecampista Jennifer Hermoso. Aquest gest va ser catalogat de petó forçat, i als vestuaris Jenni Hermoso va dir mitjançant un directe a Instagram; “Ei! Però no m’ha agradat, eh?”, afegint també “I què faig jo?”. Després, Rubiales va entrar al vestuari i va assegurar que havia rebut una trucada per que les jugadores vagin de vacances a Eivissa i va dir de broma que es casaria amb Jenni Hermoso allà.
El dilluns 21 d’agost, figures polítiques com Yolanda Díaz, líder de Sumar, van demanar la dimissió de Rubiales. Irene Montero, ministra d’igualtat, va dir mitjançant X (antigament Twitter) que les dones tenen “dret a vides lliures de violència masclista. Per això el consentiment ha d’estar al centre”. També, mitjans internacionals es van fer eco de la polèmica com és el cas del New York Times.
El dimarts 22 d’agost, quan el president del govern espanyol Pedro Sánchez es va trobar amb l’equip femení de futbol, l’encaixada de mans amb Rubiales va ser catalogada per la premsa com “freda” o “distant”. El mateix Sánchez va dir que “ho vam veure com un gest inacceptable” i que les disculpes de Rubiales del dia anterior pel petó a Jenni Hermoso “no són suficients”. També, la portaveu del Partit Popular al Congrés dels Diputats Cuca Gamarra va criticar la “vergonyosa” actitud de Rubiales.
El dimecres 23 d’agost es va filtrar una foto de Rubiales carregant a la jugadora Athenea del Castillo en una de les seves espatlles durant les celebracions al camp després de la victòria espanyola. Diversos clubs van demanar aquell dia la dimissió de Rubiales com l'Unió Esportiva Sant Andreu i el Club Esportiu Europa.
Davant tota la polèmica, la FIFA va decidir iniciar el dijous 24 d’agost un expedient contra Rubiales. Aquell mateix dia, la RFEF va convocar una Assemblea extraordinària programada pel dia següent. Diversos mitjans van apuntar a que en aquella Assemblea Rubiales presentaria la seva dimissió, una decisió celebrada per la líder de Sumar Yolanda Díaz i la ministra d’igualtat Irene Montero.

El divendres 25 d’agost, durant l'Assemblea extraordinària de la RFEF, Rubiales va declarar que no dimitiria fins a cinc vegades. Va fer polèmiques declaracions com “El fals feminisme és una gran xacra en aquest país” o que estava sent víctima d’un “assassinat social”. Va dir que el petó a Jenni Hermoso va ser “espontani mutu, eufòric i consentit”, al mateix temps que va anunciar que volia fer querelles contra Yolanda Díaz i Irene Montero, a més de la ministra de drets socials i Agenda 2030 i presidenta de Podem Ione Belarra i el diputat de Podem Pablo Echenique per haver dit els quatre que havia comès un delicte. També va declarar el següent:
En el moment en el que va aparèixer Jenni, ella em va aixecar de terra. Em va agafar pels malucs, per les cames. No recordo bé. Em va aixecar del terra, que quasi ens caiem, i al deixar-me al terra ens vam abraçar. Ella va ser la que em va pujar en braços i em va apropar al seu cos. Ens vam abraçar. I jo li vaig dir: “Oblida’t del penalti, has estat fantàstica i sense tu no hauríem guanyat aquest mundial”. Ella em va contestar “Ets un crac”. I jo li vaig dir: “Una piqueta”. I ella em va dir: “Vale”.
Després del discurs de Rubiales, el govern va iniciar un procés davant del Tribunal Administratiu de l’Esport per a destituir a Rubiales per falta molt greu. La Fiscalia General de l’Estat també va portar a l'Audiència Nacional quatre denúncies contra Rubiales.
Les declaracions que va donar Rubiales van provocar la reacció de futbolistes tant masculins com femenins, clubs esportius i fins i tot, reaccions fora del món del futbol: Les jugadores companyes de Jenni Hermoso l’hi van donar el seu suport a les xarxes socials. El jugador del Betis Borja Iglesias va anunciar que no tornaria a la selecció fins que les coses no canviessin. A X va dir: “Estic trist i decepcionat. Com a futbolista i com a persona no em sento representat pel que ha passat avui a la Ciutat del Futbol de Las Rozas. Em sembla lamentable que segueixin pressionant i posant el focus sobre una companya”. El també jugador del Betis Héctor Bellerín va declarar a Instagram: “És una autèntica vergonya el que està passant. De representar al nostre país amb aquella vulgaritat, tergiversar declaracions de la víctima i a sobre tenir el coratge de culpabilitzar-la per haver comès un abús, son fets dels que no pot algú quedar impune”.
Diversos clubs també van reaccionar. El Reial Madrid va fer un comunicat en el que “donem suport amb tota rotunditat la decisió posada en marxa per president del Consell Superior d’Esports, Víctor Francos, que elevarà d'immediat aquest cas al Tribunal Administratiu de l’Esport. I que “El Real Madrid confia plenament a partir d’ara en les actuacions que duguin a terme els corresponents òrgans competents com és en aquest cas el Consell Superior d’Esports”. El RCD Espanyol de Barcelona va mostrar la seva “condemna i rebuig per la manera de procedir el màxim càrrec executiu de la RFEF, així com les seves explicacions i declaracions efectuades el dia d’avui”. El FC Barcelona, en canvi, va respaldar a Rubiales però va dir també que “el FC Barcelona es compromet a continuar la línia a donar suport al futbol femení, a la plena igualtat entre homes i dones en el món de l’esport i la societat en general, a garantir la dona i l’esport”.
També va reaccionar l'Associació de Futbolistes Espanyols (AFE), que va declarar que “Rubiales no ha de seguir ni un minut més al front de la RFEF”. L’aerolínia Iberia va demanar “mesures per a preservar la dignitat” de les futbolistes. L’empresa energètica Iberdrola per la seva part va considerar que qualsevol actitud que “es desviï o vagi en contra” de la defensa de la igualtat de drets i la dignitat de les dones “no té cabuda en el món de l’esport ni en la societat”.
També, a les xarxes socials la futbolista Alèxia Putellas va iniciar una campanya de suport a Jenni Hermoso amb l'etiqueta #SeAcabó (“S'ha acabat” en català) que varies persones van qualificar com un “#MeToo espanyol”. Aquesta etiqueta es va fer viral a les xarxes socials durant els dies següents, siguent utilitzada en un comunicat signat per les 23 jugadores de la selecció femenina d’Espanya en què s'aclaria que Jenni no va consentir el petó del diumenge passat per part de Rubiales, contradient el discurs del president de la RFEF.
El dissabte 26 d’agost la FIFA va suspendre Rubiales per noranta dies (fins al 24 de novembre) dos dies després d’obrir l’expedient contra ell. Aquell dia, 11 membres de l’equip tècnic del seleccionador nacional Jorge Vilda va dimitir.
Dos dies després el Ministeri Fiscal va obrir diligències contra Rubiales per un suposat delicte d’agressió sexual. També hi van haver manifestacions contra la violència masclista a ciutats espanyoles com Madrid, totes amb l’eslògan “Se acabó” fent referència a l’etiqueta de suport a Jenni Hermoso.
Aquell dia al matí, la mare de Rubiales, Ángeles Bejar, es va tancar a l’església de la Divina Patrona a Matril i va començar una vaga de fam contra la “cacera, inhumana i sagnant que estan fent al meu fill amb una cosa que no es mereix”.
El dimarts 29 d’agost el ministre de cultura i d’esports Miquel Iceta va declarar: “S'ha acabat qualsevol discriminació a les dones i qualsevol obstacle a l’esport”.

### Setembre
El divendres 1 de setembre el Tribunal Administratiu de l’Esport va qualificar el petó a Jenni Hermoso de “falta greu” i no com a “falta molt greu”, de tal manera que el Consell Superior d’Esports no podia destituir-lo per “falta molt greu”.
El 5 de setembre Jorge Vilda va ser destituït com a seleccionador nacional femení pel seu suport a Rubiales a l’assemblea del 25 d’agost. Unes setmanes després, el 12 d’octubre, passaria a ser el seleccionador de l'equip femení del Marroc.
El dia 6 de setembre Jenni Hermoso va denunciar el petó que l’hi va fer Rubiales davant la Fiscalia General de l’Estat, que dos dies després va obrir una querella contra Rubiales.
Unes poques hores abans de la mitjanit del diumenge 10 de setembre, Rubiales va presentar finalment la seva dimissió, però l’escàndol encara va continuar. El 15 de setembre l'Audiència Nacional va emetre una ordre d’allunyament a Rubiales de 200 metres de Jenni Hermoso, prohibint també a Rubiales comunicar-se amb ella.
El dia 27 de setembre el jutge va imputar a Jorge Vilda, Albert Luque i Rubén Rivera per coaccions en el cas.

### Octubre
El 4 d’octubre Rubiales va declarar novament a l'Audiència Nacional que el petó que va fer a Jenni va ser consentit. El 9 d’octubre Mediaset va publicar en exclusiva unes declaracions de Jenni Hermoso del passat 5 de setembre en què va dir: “En ningun moment vaig consentir el petó, no em vaig sentir respectada”.
El dilluns 30 d’octubre Rubiales va ser inhabilitat durant tres anys per la FIFA.

## Dimissions a la RFEF
Després de l’assemblea extraordinària de la RFEF del divendres 25 d’agost, on Rubiales va dir que no dimitiria, van succeir vàries dimissions dins de la RFEF:
- El primer en dimitir va ser Rafael del Amo, president del Comité Nacional de Futbol Femení i vicepresident de la RFEF, argumentant que no pot estar en un projecte en el que no creu.[47]
- Itziar Díaz, presidenta de la Federació de La Rioja de Futbol, va dimitir segons ella “per principis d’ètica, moral i dignitat”.[48]
- Javier Landeta, president de la Federació Basca de Futbol, va dimitir després dels fets del dia 25 d’agost.[49]
- El president de la Federació Guipuscoana de Futbol, Manu Díez, va dimitir després de valorar l’assemblea extraordinària del dia 25 d’agost.[50]
- El president de la Federació Càntabra de Futbol, José Ángel Peláez, va dimitir assegurant que “analitzant les explicacions ofertes pel president de la RFEF, don Luis Manuel Rubiales Béjar i entenent les mateixes, no comparteixo les formes plantejades ni molt menys les acusacions abocades, pel que considero coherent presentar la meva dimissió com a directiu de la Real Federació Espanyola de Futbol”.[51]
- Joan Soteras, president de la Federació Catalana de Futbol, va dimitir tot i donar suport a Rubiales.[52]
- Salvador Gomar, president de la Federació de Futbol de la Comunitat Valenciana, va dimitir tot i ser una de les mans dretes de Rubiales.[53]
- Jon Uriarte, president de l'Athletic Club, va dimitir davant la postura del club basc en contra de l’actitud de Rubiales.[54]